# Адемир
Адемир Маркес де Менезес (порт. Ademir Marques de Menezes; 8. новембар 1922 — 11. мај 1996), познатији као Адемир, био је бразилски фудбалер.

## Биографија
Фудбалску каријеру је започео у клубу Спорт Ресифе, а потом је прешао у Васко да Гаму. Играо је за Васко у два наврата, 1942–1945 и 1948–56, у међувремену наступао за Флуминенсе. Укупно је уписао 429 наступа у дресу Васка де Гаме, постигавши 301 гол, освојио пет шампионата Лига Кариока (1945, 1949, 1950, 1952, 1956). Освојио је још један шампионат док је играо за Флуминенсе (1946). Био је најбољи стрелац лиге 1949. године са 30 голова и поново 1950. са 25 погодака. Адемир је завршио играчку каријеру 1956. године, потом је радио као коментатор, тренер и предузетник.
Најпознатији је по наступима за репрезентацију Бразила на Светском првенству 1950. године. Освојио је Златну лопту као најбољи стрелац на такмичењу са осам постигнутих голова. Био је стрелац првог такмичарског гола на стадиону Маракана. Упркос свом подвигу и чињеници да је био најбољи стрелац Светског првенства 1950, није успео да донесе победу Бразилу у одлучујућем мечу против Уругваја, иако су Бразилци као домаћини били апсолутни фаворити поражени су резултатом 2:1. Меч је одигран 16. јула 1950. на стадиону Маракана у Рио де Жанеиру и сматра се једним од највећих изненађења у историји фудбала.
Адемир је ипак годину дана раније освојио Првенство Јужне Америке (1949). Играо је у издањима турнира 1945, 1946, 1949 и 1953, постигавши 13 голова у 18 наступа на том такмичењу, укључујући хет-трик у финалном доигравању против Парагваја 1949. Такође је освојио и Панамеричко првенство са Бразилом 1952. Укупно је играо 39 пута за бразилску репрезентацију, постигао је 32 гола у периоду између 1945. и 1953. године.

## Трофеји

### Клуб
Спорт Ресифе
- Лига Пернамбуко: 1941, 1942.

Васко да Гама
- Лига Кариока: 1945, 1947, 1949, 1950, 1952, 1956.
- Клупски шампионат Јужне Америке: 1948.

### Репрезентација
- Копа Америка: прво место 1949.
- Светско првенство: друго место 1950.
- Панамеричко првенство: злато 1952.

### Индивидуални
- Најбољи играч турнира Копа Америка: 1949.
- Први тим Светског првенства: 1950.[6]
- Најбољи стрелац Светског првенства: 1950.
- IFFHS најбољи бразилски играч 20. века (18 место)[7]
- IFFHS јужноамерички играч 20. века (44 место)[7]